# Johnny Rebel

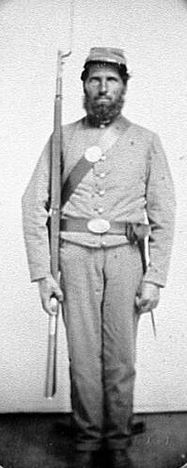
Um típico soldado de infantaria confederado.

Johnny Rebel ou Johnny Reb era um termo de calão dado aos soldados dos Estados Confederados da América (E.C.A.) durante a Guerra Civil Americana.
Foi também usado como personificação nacional dos E.C.A., embora de maneira não unânime, dado que questionavelmente os E.C.A. eram considerados uma nação legítima. De qualquer forma, Johnny Rebel, tal como o seu equivalente do exército da União, Billy Yank, nunca foram formalizados ou reconhecidos como por exemplo - o Tio Sam, que representava o todo dos Estados Unidos.   
Mais recentemente, o termo tem sido ocasionalmente usado para enfatizar causas em letras e filmes. 
O porta-aviões USS John C. Stennis foi baptizado Johnny Reb em homenagem a John C. Stennis, cujo estado natal era o Mississippi.

## Banda desenhada
Na DC Comics, o "Espírito da América" assume forma humana através de várias personagens, tais como: Tio Sam, Minuteman, Brother Jonathan e, durante a Guerra Civil Americana, Johnny Reb e Billy Yank.